# Strandbad Eichwald

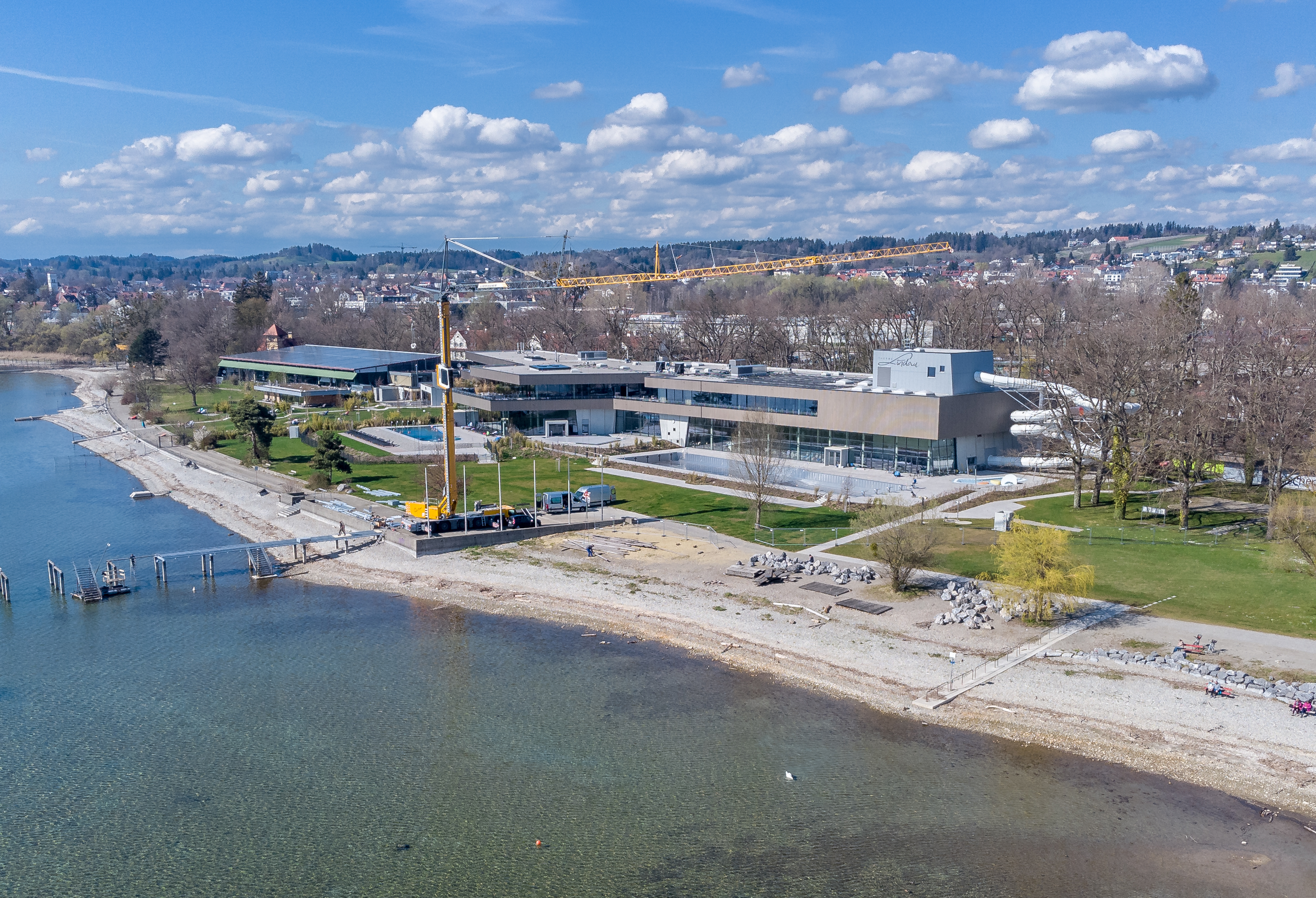
Der Zustand des Areals Anfang 2022

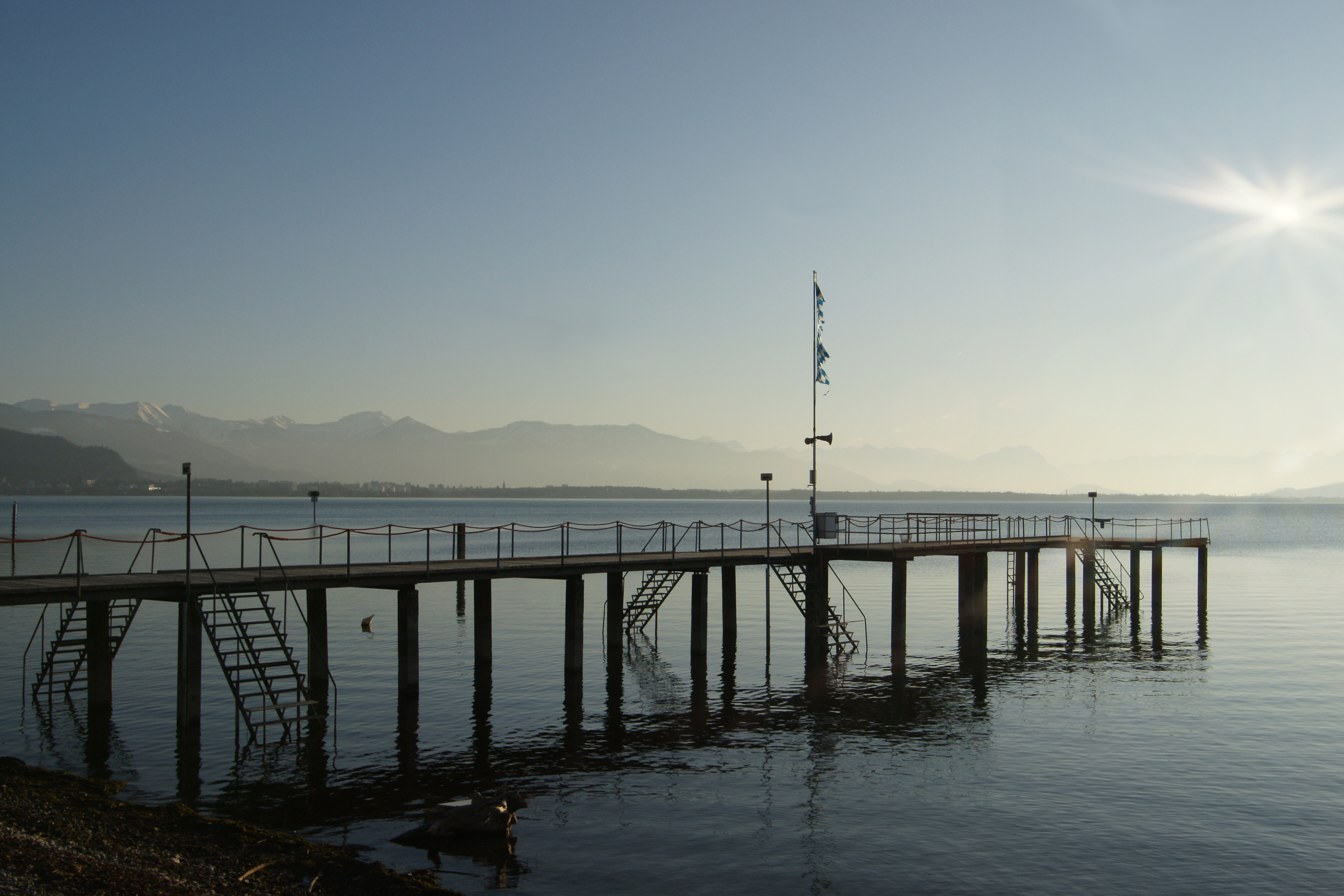
Steg des Strandbads Eichwald im Winter (2008)

Das Strandbad Eichwald ist eine Freibadanlage mit Naturstrand in Lindau (Bodensee). Es wurde 2021 um eine Therme erweitert.

## Ausstattung

### Sommer
Das Freibad am Bodensee wurde von den Stadtwerken Lindau betrieben und befand sich im Stadtteil Reutin, am südöstlichen Ende der Stadt nahe der Bahnlinie nach Bregenz. Es hatte eine 25.000 m² große Liegewiese mit schattenspendendem altem Baumbestand. Der Naturstrand ist 660 Meter lang, auf dem sich mittig ein Badesteg mit einer Station der Wasserwacht des Deutschen Roten Kreuzes befindet. Von der Liegewiese aus hatte man Aussicht über den See und auf die Berge von Österreich und der Schweiz.
Das Freibad hatte zusätzlich zum Naturstrand:
- Sportbecken 50 × 21 m
- Kombibecken 25 × 12,5 m
- Nichtschwimmerbecken 800 m²
- Zwei Kinderbecken je 80 m²
- Wasserrutschbahn 78 m Länge
- Kinderrutsche
- Bade- und Liegefloß
- Badesteg

Die solarbeheizten Schwimmbecken verfügten über eine Wassertemperatur zwischen 23 und 26 °C.
Auf dem Gelände gab es auch eine Windsurfschule, mehrere Tischtennisplatten, einen Kinderspielplatz mit Spielgeräten, zwei Beach-Volleyballfelder sowie eine Spielwiese mit Bolzgelegenheit. Des Weiteren gab es einen Kiosk und Gastronomie mit Küche aus der Region.

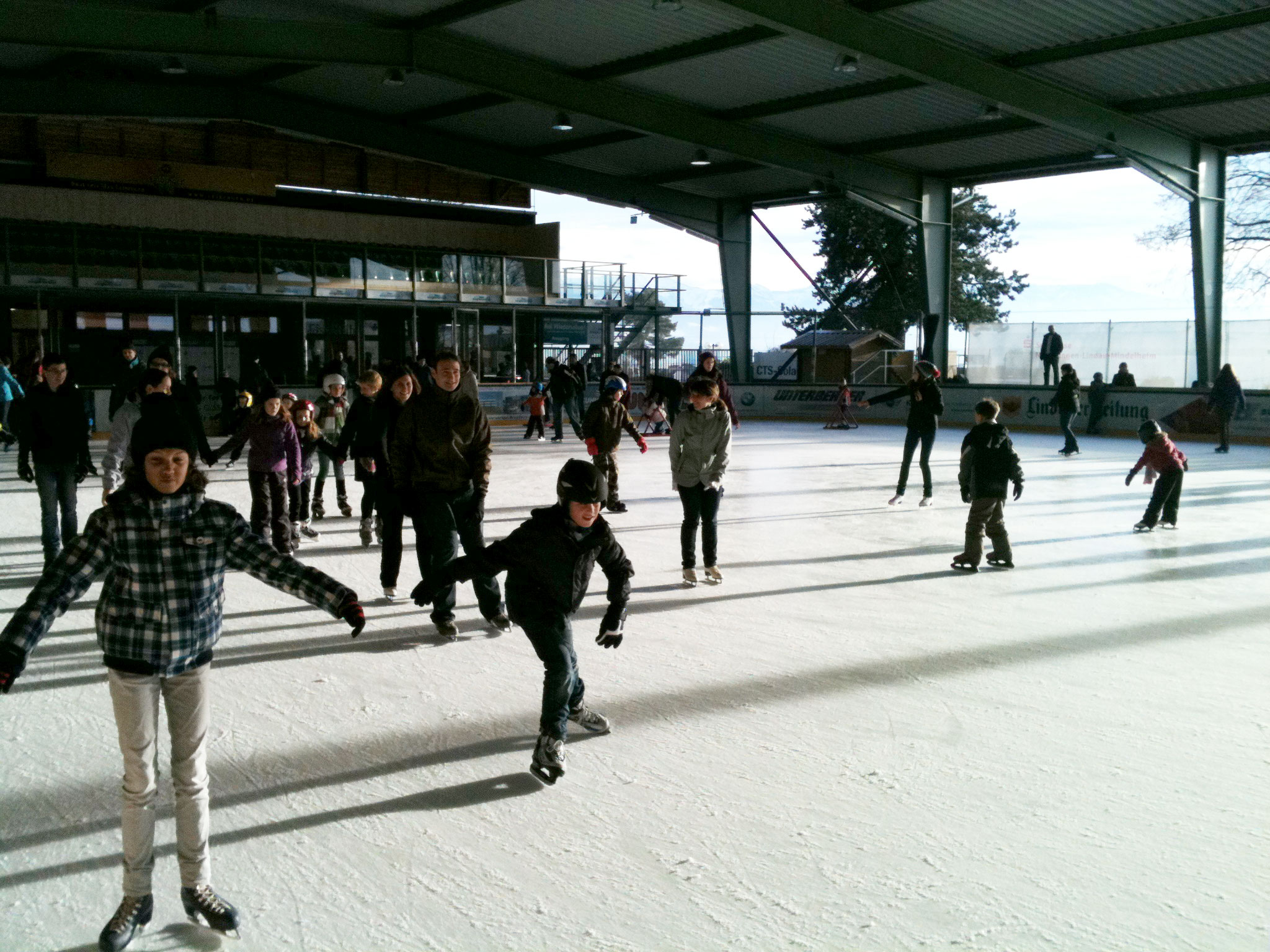
Eissportanlage im Strandbad Eichwald (Januar 2011)

### Winter
Im Winter war das Strandbad geschlossen. Doch es gibt in der angrenzenden Eissportarena Lindau eine Eissportanlage. Diese wurde im Oktober 1976 eröffnet und im Jahre 2010 mit einer Überdachung versehen. Sie ist meist von September oder Oktober bis März in Betrieb.
Gleichzeitig ist diese auch die Trainingsstätte des Eishockey-Vereins „Islanders“.

## Abriss und Neubau einer Therme

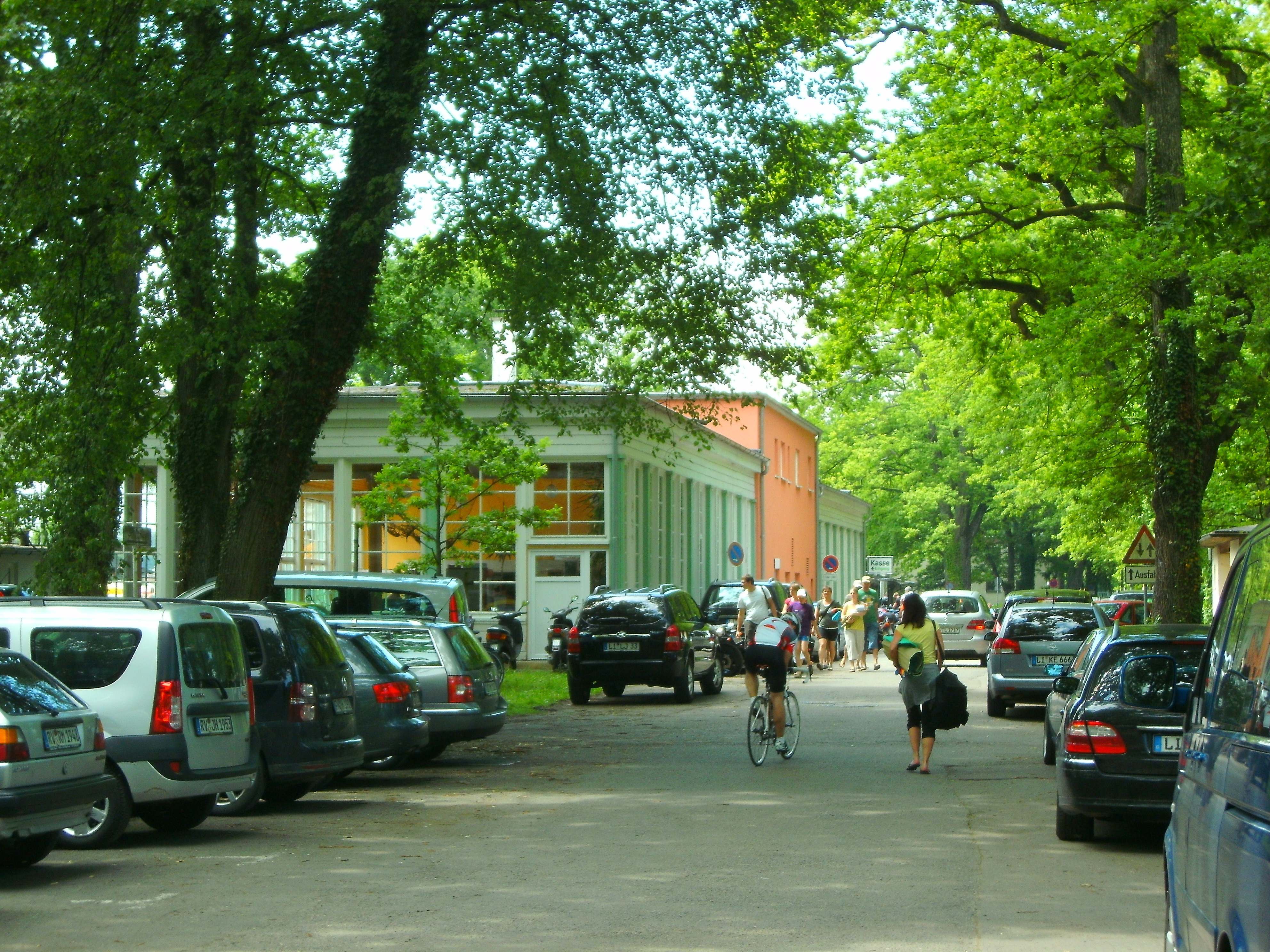
Eingang des ehemaligen Standbads

Ende 2017 wurde damit begonnen, das alte Strandbad abzureißen. Auf dem Gelände wurde im Juni 2021 die neu errichtete „Therme Lindau“ eröffnet – mit angrenzendem Strandbad, das als Neues Strandbad Eichwald bezeichnet wird.